# Alfa Romeo 110A
L'Alfa Romeo 110 A est un autobus fabriqué par le constructeur italien Alfa Romeo V.I. de 1934 à 1943. Il succède au 80-N à la suite de la mise en application du nouveau code des transports promulgué en Italie visant l'uniformité des composants techniques.
L'autobus Alfa Romeo 110A repose sur un châssis spécifique à trois essieux de 12 mètres de longueur. Le moteur est un Alfa Romeo diesel 6 cylindres à injection directe type AR.1603, développant 140 ch CUNA à 1.700 tours par minute. Le nombre de places, selon la norme italienne, est de 40 places assises sur un total de 150.
Les premiers exemplaires ont été livrés aux sociétés des transports publics de Milan (ATM) et Naples. Son principal concurrent italien est alors le Fiat 621RN. 

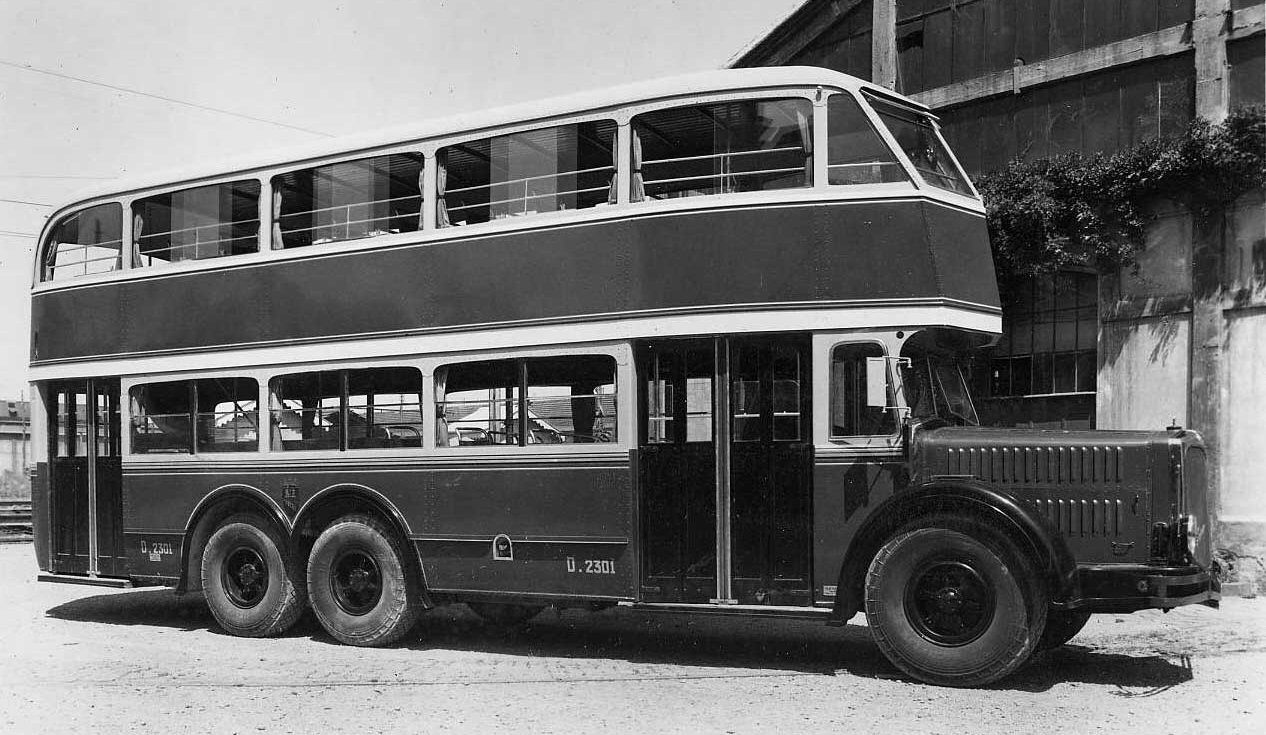
Autobus urbain à 2 étages Alfa Romeo 110 AC carrosseerie Macchi de 1935 pour l'ATAG de Rome

Les 12 premiers véhicules, construits en 1934 et 1935, disposaient d'une carrosserie "Tallero" avec capot moteur très proéminent. Les 8 exemplaires suivants ont été produits en 1937 avec une carrosserie Macchi avec capot moteur et équipés d'une motorisation gazogène, type 110 AG. La cylindrée du moteur passa alors à 12.517 cm3 pour compenser la baisse de rendement du système gazogène par rapport au gazole. La consommation de bois varie de 140 à 180 kg pour 100 km, selon la qualité du bois utilisé.
(NDR : en 1939, en Italie, le litre d'essence coûtait 3 £ires, le litre de gazole 2 £ires et les 100 kg de bois 22 £ires. Pour la traction automobile, 1 litre de gazole équivalait à 3 kg de bois... l'économie était évidente).
Les 12 exemplaires suivants font partie d'une seconde série fabriquée en 1940 avec une carrosserie "moderne" à cabine avancée. Les 2 derniers exemplaires fabriqués en 1950 ont reçu une carrosserie Caproni. 
Beaucoup de véhicules de la première série ont été endommagés par les bombardements américains durant la Seconde Guerre mondiale. Tous ont été restaurés et ont reçu des carrosseries de la seconde série à cabine avancée. Tous les véhicules construits sont restés en service jusqu'en 1960 en Italie puis ont été revendus dans différents pays dont la Grèce.
La série d'autobus 110A a été déclinée avec 3 types de motorisations :
- 110 AD, avec un moteur diesel,
- 110 AG, avec un moteur à gazogène,
- 110 AM, avec un moteur au gaz méthane.

## La seconde série avec cabine avancée

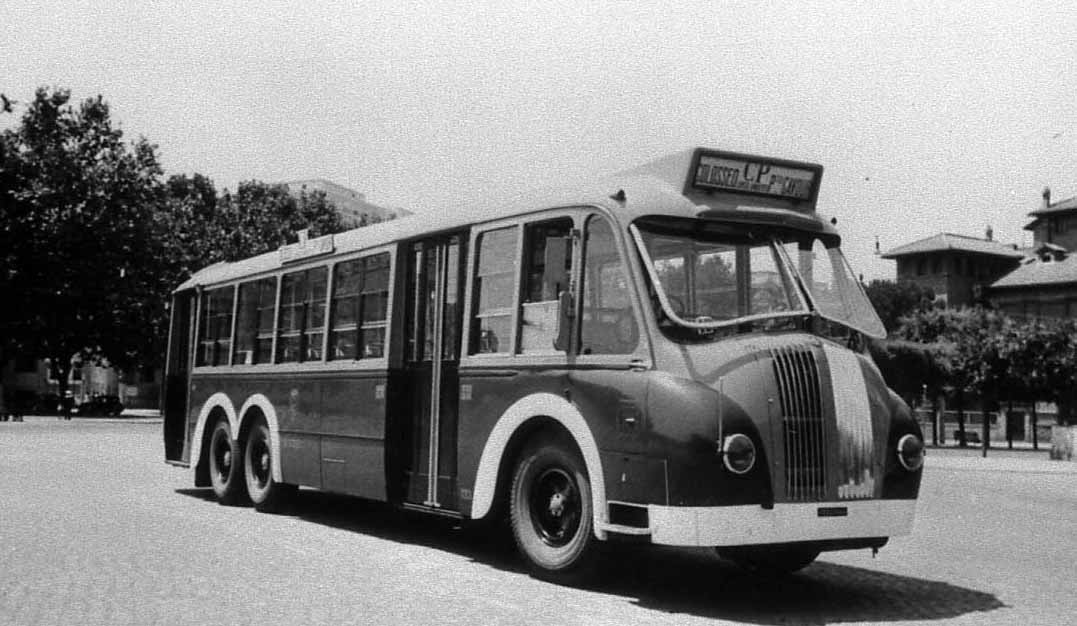
Un Alfa Romeo 110A 2de série (1940)

Après avoir fabriqué la 1ère série avec cabine à capot, le constructeur milanais s'est converti aux cabines avancées dès 1939 et a lancé la 2de série. Une grande partie des autobus de la 1ère série ont été recarrossés avec une cabine avancée, ce qui augmentait sensiblement la capacité de transport.
(NDR : Conformément à la législation italienne en vigueur à l'époque, les autobus et trolleybus standard rigides à 2 essieux ne pouvaient mesurer plus de 10 mètres de longueur. Au delà, ils devaient comporter 3 essieux et mesurer au maximum 12 mètres de longueur. La largeur devait être inférieure ou au maximum égale à 2,50 mètres. La hauteur n'était pas limitée. Leur capacité était généralement de 50 passagers pour les modèles à 2 essieux, 80 pour les modèles à 3 essieux et 120 pour les articulés pour les modèles avec cabine à capot; leur capacité augmenta de 20 à 25 passagers avec les cabines avancées à partir de 1940.)

### Curiosités
En 1939, sur commande de l'ATM Milan, un autobus de la 1ère série à capot a été construit avec une remorque accolée avec un soufflet de transit entre les deux voitures. Cet autobus comportait 4 essieux simples, mesurait plus de 16 mètres et pouvait transporter 180 passagers. Son moteur fonctionnait au gaz méthane et disposait d'une boîte de vitesses automatique. Durant la Seconde Guerre mondiale, il a été transformé pour être utilisé par la Croix-Rouge italienne pour le transport des blessés, 40 brancards y trouvaient place. Après l'armistice de 1943, le véhicule a été réquisitionné par les nazis pour le transport de leur troupes. 

## Le trolleybus 110 AF
Le trolleybus Alfa Romeo 110 AF est un modèle de trolleybus produit de 1938 à 1948 par le constructeur italien Alfa Romeo V.I. SpA. Ce fut le premier trolleybus de grande capacité à 3 essieux conçu pour servir sur des réseaux étendus et ayant un fort trafic.